# Tin Jedvaj
Tin Jedvaj, né le 28 novembre 1995 à Zagreb en Croatie, est un footballeur international croate qui évolue au poste de défenseur central au Panathinaïkós.

## Biographie

### Carrière en club

#### AS Roma (2013-2014)
Le 13 juillet 2013, il s'engage avec l'AS Roma.

#### Bayer Leverkusen (depuis 2014)
Le 11 juin 2014, il rejoint le Bayer Leverkusen en prêt avec option d'achat.

### Lokomotiv Moscou et prêt
Le 24 juillet 2021, Tin Jedvaj s'engage en faveur du Lokomotiv Moscou pour un contrat courant jusqu'en 2025, il vient notamment pour remplacer le départ de son compatriote Vedran Ćorluka, parti à la retraite.
Il joue son premier match pour le Lokomotiv Moscou le 6 août 2021, lors d'un match de championnat contre le FK Oufa. Il entre en jeu et les deux équipes se neutralisent (1-1 score final).

### Panathinaïkós
Le 16 juillet 2023, Tin Jedvaj est prêté pour une saison au Panathinaïkós. Le club dispose d'une option d'achat sur le joueur.
Le 28 mai 2024, Jedvaj rejoint définitivement le Panathinaïkós. Il signe un contrat courant jusqu'en juin 2027.

### Sélection
Le 4 septembre 2014, Tin Jedvaj honore sa première sélection avec l'équipe nationale de Croatie contre Chypre. Il entre en jeu à la place de Darijo Srna et son équipe s'impose par deux buts à zéro.
Le 15 novembre 2018, Jedvaj inscrit ses deux premiers buts en sélection, face à l'Espagne lors d'une rencontre de Ligue des nations. Ces deux buts contribuent à la victoire des siens ce jour-là (3-2).

## Palmarès

### En club
|  |  | Dinamo Zagreb - Prva HNL - Champion : 2013 - Supercoupe de Croatie - Vainqueur : 2013 |

### En sélection
|  |  | Croatie - Coupe du monde - Finaliste : 2018 |